# Isabelle Huppert

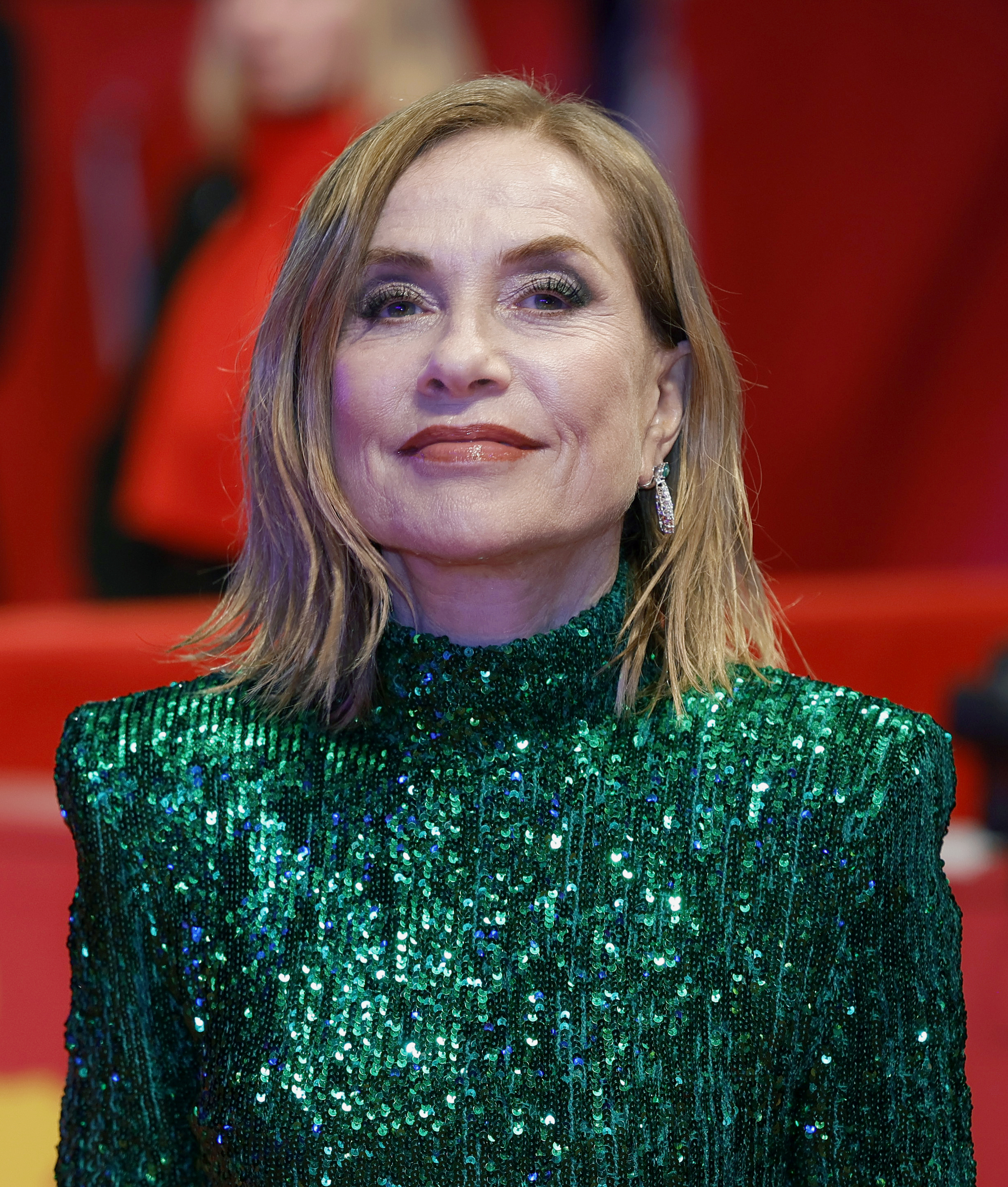
Isabelle Huppert bei der Berlinale 2024

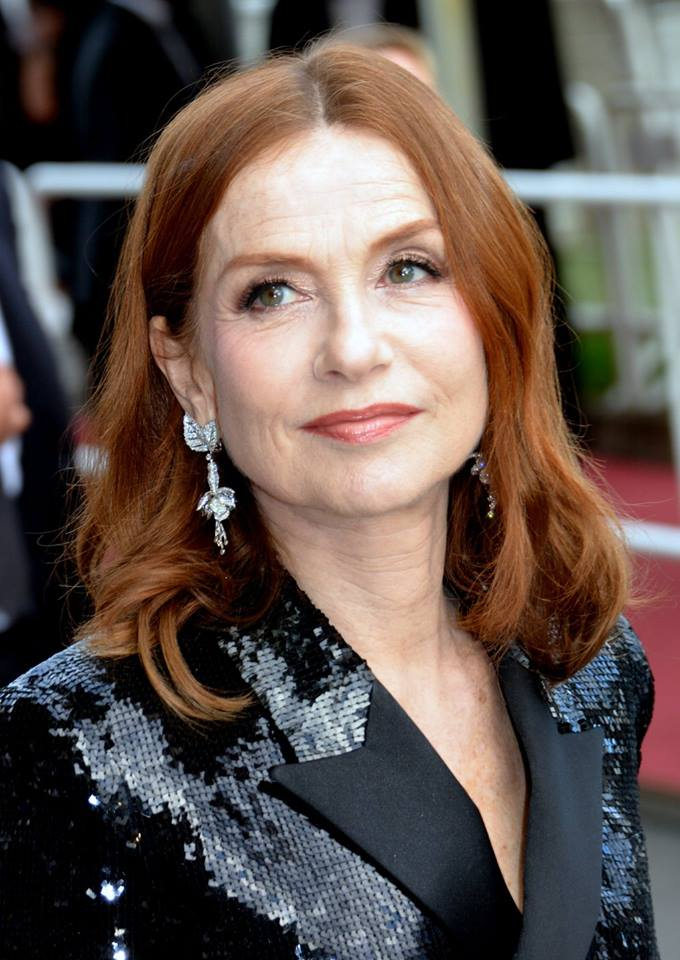
Isabelle Huppert bei den Filmfestspielen von Cannes 2018

Isabelle Anne Huppert ([izabɛl ɥˈpɛ(:)ʁ] anhörenⓘ; * 16. März 1953 in Paris) ist eine französische Theater- und Filmschauspielerin, die im Laufe ihrer Karriere mit zahlreichen Preisen ausgezeichnet wurde. Sie etablierte sich seit den 1970er Jahren als eine der bedeutendsten Darstellerinnen des französischen Kinos und trat zudem in einigen internationalen Filmproduktionen auf.

## Privatleben
Huppert kam 1953 als Tochter des Sicherheitsingenieurs Raymond Huppert und der Englischlehrerin Annick Huppert in Paris zur Welt. Sie hat drei Schwestern, Caroline Huppert (Regisseurin), Jacqueline und Elisabeth (Schauspielerin), und einen Bruder, Rémi. Seit 1982 ist sie mit dem libanesischen Produzenten und Regisseur Ronald Chammah (* 1951) verheiratet. Das Ehepaar hat drei Kinder. Ihre Tochter, Lolita Chammah (* 1983), ist ebenfalls Schauspielerin und spielte in Copacabana (2010) Hupperts Filmtochter. Ihr jüngster Sohn wurde 1997 geboren. Huppert lebt in Paris.

## Leben und Karriere

### Film

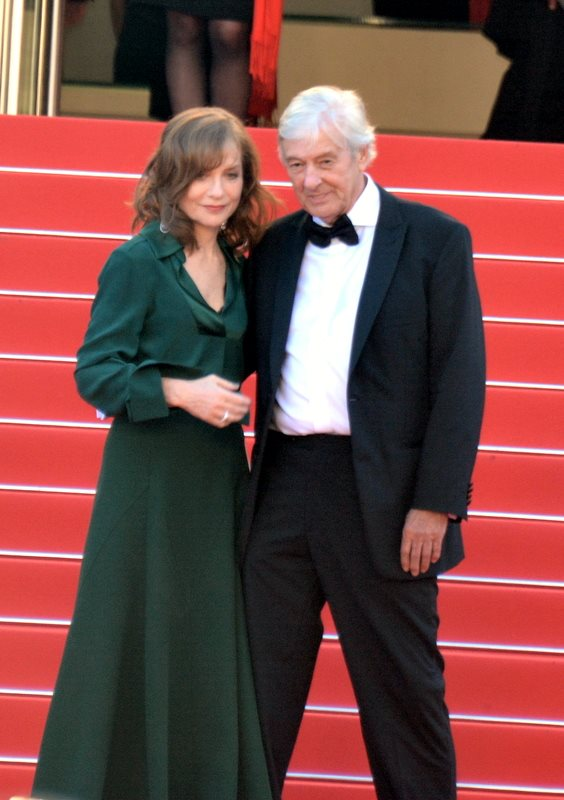
Huppert mit Paul Verhoeven in Cannes 2016

Im Jahr 1971 gab Huppert ihr Filmdebüt in Faustine et le bel été unter der Regie von Nina Companéez. Zu den frühen Höhepunkten ihrer Filmkarriere zählen Die Ausgebufften, Der Richter und der Mörder und Die Spitzenklöpplerin. Weitere Filme festigten ihren Ruf als Darstellerin tiefgründiger Charaktere, deren zerbrechliche Erscheinung mit ihrer Willensstärke kontrastiert, so z. B. Die Kameliendame (1981). Sie drehte häufig mit dem Regisseur Claude Chabrol, mit dem sie ein tiefgehendes künstlerisches Verständnis verband, so in Violette Nozière (1978), Eine Frauensache (1988) und Biester (1995). Darüber hinaus wirkte sie in Filmen zahlreicher weiterer namhafter französischer Regisseure mit, darunter Claude Sautet, Bertrand Tavernier, André Techiné, Jean-Luc Godard, François Ozon und Patrice Chéreau. Mehrmals arbeitete Huppert mit dem österreichischen Regisseur Michael Haneke. In seinem Film Die Klavierspielerin (2001) spielte sie die Rolle der Erika Kohut, für die sie bei den Filmfestspielen in Cannes als beste Schauspielerin ausgezeichnet wurde. Im Jahr 1975 drehte sie erstmals in den USA (Unternehmen Rosebud von Otto Preminger). 1980 folgte Michael Ciminos Spätwestern Heaven’s Gate, der jedoch zu einem der größten Flops der Filmgeschichte geriet. Amerikanische Filme blieben in Hupperts Filmografie die Ausnahme. Sie drehte 1987 noch Das Schlafzimmerfenster, 1994 Amateur von Hal Hartley und 2004 I Heart Huckabees, die nicht zu den erfolgreichsten ihrer Karriere zählen.
Im Mai 2009 übernahm Huppert bei den 62. Internationalen Filmfestspielen von Cannes das Amt der Jurypräsidentin. Mit dem Hauptpreis der Goldenen Palme wurde in diesem Jahr der Beitrag Das weiße Band von Michael Haneke ausgezeichnet. Bereits bei den Filmfestspielen von 1984 war sie neben Dirk Bogarde, Michel Deville und Stanley Donen Mitglied der Wettbewerbsjury in Cannes.
Zu Hupperts größten künstlerischen Erfolgen der letzten Jahre zählt ihre Mitwirkung an Paul Verhoevens Erotikthriller Elle (2016). Für die Rolle der Tochter eines Massenmörders, die selbst Opfer einer Vergewaltigung wird, wurde sie mit einer Vielzahl an Preisen ausgezeichnet, darunter ihr zweiter César, ein Golden Globe Award und eine Oscar-Nominierung.

### Theater

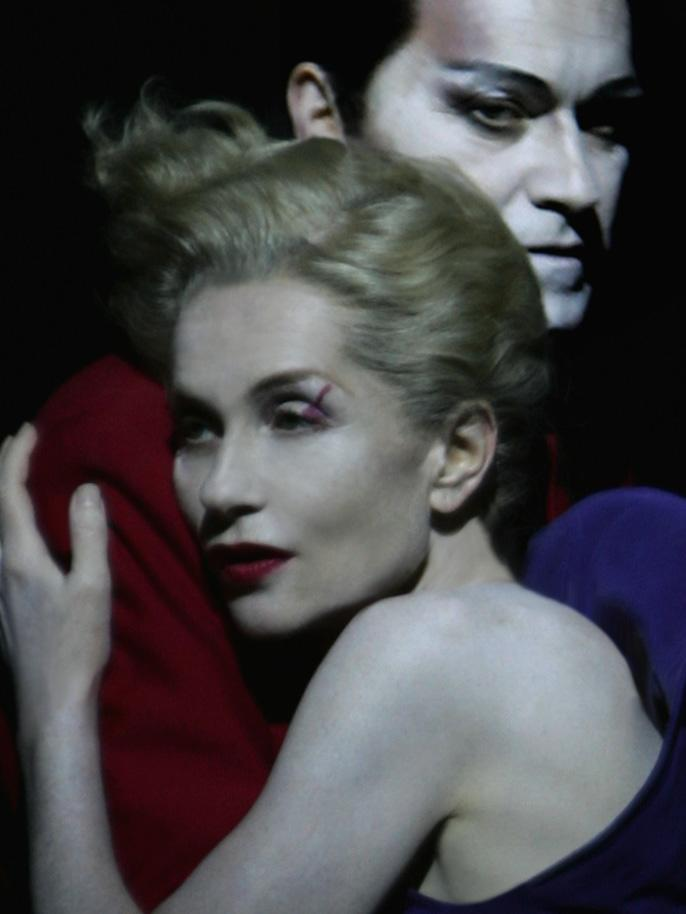
Huppert bei einer Aufführung von Quartett im Odéon – Théâtre de l’Europe

Bereits im Alter von vierzehn Jahren nahm Huppert am Conservatoire à rayonnement régional de Versailles Schauspielunterricht, dem Kurse bei Jean-Laurent Cochet folgten. Parallel zu ihrer Filmarbeit trat Huppert immer wieder erfolgreich als Theaterschauspielerin in Erscheinung. Auf französischen und europäischen Bühnen übernahm sie in französischsprachigen Aufführungen sowohl Hauptrollen in klassischen Stücken wie William Shakespeares Komödie Maß für Maß (Paris, 1991) und Friedrich Schillers Maria Stuart (London, 1996) als auch in zeitgenössischen Stoffen wie Sarah Kanes 4.48 Psychose (Paris, 2002; Berlin, 2005), Heiner Müllers Quartett (Paris und Berlin, 2006), Yasmina Rezas Der Gott des Gemetzels (2008) und Krzysztof Warlikowskis Un Tramway (Paris und Berlin, 2010).
Für die Titelrollen in Un mois à la campagne, Virginia Woolfs Orlando, Euripides’ Medea und Henrik Ibsens Hedda Gabler wurde sie insgesamt fünfmal für den Theaterpreis Molière in der Kategorie Beste Hauptdarstellerin nominiert. Im Jahr 2017 wurde sie mit dem Europäischen Theaterpreis ausgezeichnet. Nach Orlando (1993) trat Huppert im Jahr 2019 zum zweiten Mal in einem von Robert Wilson inszenierten Monolog auf: als Maria Stuart in Darryl Pinckneys Mary Said What She Said. Nach seiner Premiere am 22. Mai 2019 im Espace Cardin des Pariser Théâtre de la Ville gastierte das Stück an mehreren europäischen Bühnen, unter anderem bei den Wiener Festwochen und im Hamburger Thalia Theater.
Im Sommer 2021 war sie beim Festival von Avignon in der Rolle der Ljubow in Anton Tschechows Der Kirschgarten zu sehen. Dieser Arbeit (Ankunft in Avignon, letzte Phase des Rollenstudiums, Reflexionen über die Schauspielkunst) ist eine Dokumentation von Benoît Jacquot gewidmet, sein Film Par cœurs, in dem er parallel und in ähnlichem Aufbau auch Fabrice Luchinis damalige Lesung in Avignon dokumentiert. 2024 trat Huppert in Romeo Castelluccis Bearbeitung von Jean Racines Drama Bérénice bei der Ruhrtriennale in Duisburg auf.

### Gesang
Als Sängerin zeichnete Huppert gemeinsam mit Jean-Louis Murat für den Liederzyklus Madame Deshoulières (2001) verantwortlich. Ein Jahr danach übernahm sie einen Gesangspart in dem Film 8 Frauen (2002).

### Kuratorin
Huppert ist zudem als Kuratorin tätig, so etwa für eine Robert-Mapplethorpe-Ausstellung in Salzburg und die Fotomesse Paris Photo 2014.

### Mode
Seit 2022 modelt Huppert für die Modemarke Balenciaga. 2023 wurde sie im Alter von 70 Jahren zum Brand-Ambassador ernannt.

## Filmografie
- 1971: Faustine et le bel été
- 1972: Ein charmanter Gauner (Le bar de la fourche)
- 1972: César und Rosalie (César et Rosalie)
- 1974: Das beständige Gleiten der Begierde (Glissements progressifs du plaisir)
- 1974: Die Ausgebufften (Les valseuses)
- 1975: Monsieur Dupont (Dupont-Lajoie)
- 1975: Unternehmen Rosebud (Rosebud)
- 1975: Aloïse
- 1976: Der Richter und der Mörder (Le juge et l’assassin)
- 1976: Die Indianer sind noch fern (Les Indiens sont encore loin)
- 1977: Die Spitzenklöpplerin (La dentellière)
- 1978: Violette Nozière
- 1979: Die Schwestern Brontë (Les sœurs Brontë)
- 1979: Rückkehr zur Geliebten (Retour à la bien-aimée)
- 1980: Erbinnen (Örökség)
- 1980: Rette sich, wer kann (das Leben) (Sauve qui peut (la vie))
- 1980: Heaven’s Gate
- 1980: Der Loulou (Loulou)
- 1981: Die Kameliendame (La dame aux camélias)
- 1981: Der Saustall (Coup de torchon)
- 1981: Stille Wasser (Eaux profondes)
- 1982: Eine Frau wie ein Fisch (La truite)
- 1982: Passion
- 1983: The Story of Piera (Storia di Piera)
- 1983: Entre Nous – Träume von Zärtlichkeit (Coup de foudre)
- 1985: Gezeichnet: Charlotte (Signé Charlotte)
- 1987: Das Schlafzimmerfenster (The Bedroom Window)
- 1988: Die Dämonen (Les possedés)
- 1988: Eine Frauensache (Une affaire de femmes)
- 1988: Der schwarze Milan (Milan noir)
- 1991: Malina
- 1991: Madame Bovary
- 1992: Nach der Liebe (Après l’amour)
- 1994: Trennung (La séparation)
- 1994: Amateur
- 1995: Biester (La cérémonie)
- 1996: Tanz der Wissenschaft: Die Curies – Ein Herz und eine Forscherseele (Les palmes de M. Schutz)
- 1997: Marie Curie – Forscherin mit Leidenschaft (Les Palmes de M.Schutz)
- 1997: Das Leben ist ein Spiel (Rien ne va plus)
- 1996: Wahlverwandtschaften (Le affinità elettive)
- 1998: Schule des Begehrens (L’école de la chair)
- 1999: Nur kein Skandal! (Pas de scandale)
- 2000: Die Schule der verlorenen Mädchen (Saint-Cyr)
- 2000: Les destinées sentimentales
- 2000: Chabrols süßes Gift (Merci pour le chocolat)
- 2001: La vie promise
- 2001: Die Klavierspielerin (La pianiste)
- 2002: Deux
- 2002: 8 Frauen (8 femmes)
- 2003: Wolfzeit (Le temps du loup)
- 2004: Meine Mutter (Ma mère)
- 2004: I Heart Huckabees
- 2004: Zwei ungleiche Schwestern (Les sœurs fâchées)
- 2005: Gabrielle – Liebe meines Lebens (Gabrielle)
- 2006: Geheime Staatsaffären (L’ivresse du pouvoir)
- 2006: Nue propriété
- 2007: L’amour caché
- 2007: Médée miracle
- 2008: Home
- 2008: Un barrage contre le Pacifique
- 2009: Villa Amalia
- 2009: White Material
- 2010: Copacabana
- 2010: Sans queue ni tête
- 2010: Law & Order: Special Victims Unit (Fernsehserie, Episode Shattered)
- 2011: I’m Not a F**king Princess (My Little Princess)
- 2011: Mein liebster Alptraum (Mon pire cauchemar)
- 2012: Captive – Entführt (Captive)
- 2012: Liebe (Amour)
- 2012: In Another Country (Dareun Nara-eseo)
- 2012: Bella addormentata
- 2012: Lines of Wellington – Sturm über Portugal (Linhas de Wellington)
- 2013: Die Nonne
- 2013: Dead Man Down
- 2013: Missbrauch (Abus de faiblesse)
- 2014: Das Verschwinden der Eleanor Rigby (The Disappearance of Eleanor Rigby: Them)
- 2014: Sehnsucht nach Paris (La ritournelle)
- 2015: Wir sind alle Astronauten (Asphalte)
- 2015: Louder Than Bombs
- 2015: Valley of Love – Tal der Liebe (Valley of love)
- 2016: Alles was kommt (L’avenir)
- 2016: Falsche Vertraulichkeiten (Les fausses confidences, Fernsehfilm)
- 2016: Elle
- 2016: What Tears Us Apart (Ce qui nous éloigne, Kurzfilm)
- 2016: Tout de suite maintenant
- 2016: Ein Chanson für Dich (Souvenir)
- 2017: Barrage
- 2017: Claire’s Camera (La caméra de Claire)
- 2017: Happy End
- 2017: Mrs. Hyde (Madame Hyde)
- 2017: Marvin (Marvin ou la belle éducation)
- 2018: Eva
- 2018: The Romanoffs (Fernsehserie, Episode House of Special Purpose)
- 2018: Call My Agent! (Dix pour cent, Fernsehserie, Episode Isabelle)
- 2018: Greta
- 2019: Golden Youth (Une jeunesse dorée)
- 2019: Weiß wie Schnee – Wer ist die Schönste im ganzen Land? (Blanche comme neige)
- 2019: Frankie
- 2020: Eine Frau mit berauschenden Talenten (La daronne)
- 2021: Les promesses
- 2022: Die Zeit, die wir teilen (À propos de Joan)
- 2022: EO
- 2022: Mrs. Harris und ein Kleid von Dior (Mrs. Harris Goes to Paris)
- 2022: Die Gewerkschafterin (La Syndicaliste)
- 2022: Der Schatten von Caravaggio (L’ombra di Caravaggio)
- 2022: Par cœurs
- 2023: Mein fabelhaftes Verbrechen (Mon crime)
- 2024: Madame Sidonie in Japan
- 2024: Les gens d’à côté
- 2024: A Traveler’s Needs
- 2025: Luz
- 2025: La femme la plus riche du monde

## Auszeichnungen
Huppert gewann zahlreiche Preise, darunter 1996 den César für die beste Darstellerin für ihre Rolle der Jeanne im Film Biester von Claude Chabrol. Darüber hinaus wurde sie 13 weitere Male für den César nominiert. Zweimal wurde sie als beste Darstellerin bei den Internationalen Filmfestspielen von Cannes ausgezeichnet, 1978 für Chabrols Violette Nozière und 2001 für Die Klavierspielerin, nach dem gleichnamigen Roman von Elfriede Jelinek. 2002 erhielt sie zusammen mit ihren sieben Partnerinnen einen Silbernen Bären bei der Berlinale für die Krimikomödie 8 Frauen. Im November 2011 erhielt die Schauspielerin den mit 10.000 Euro dotierten Darstellerpreis „Die Europa“ des Internationalen Filmfests Braunschweig. Für das Jahr 2022 ist ihr der Goldene Ehrenbär der Berlinale zuerkannt worden.

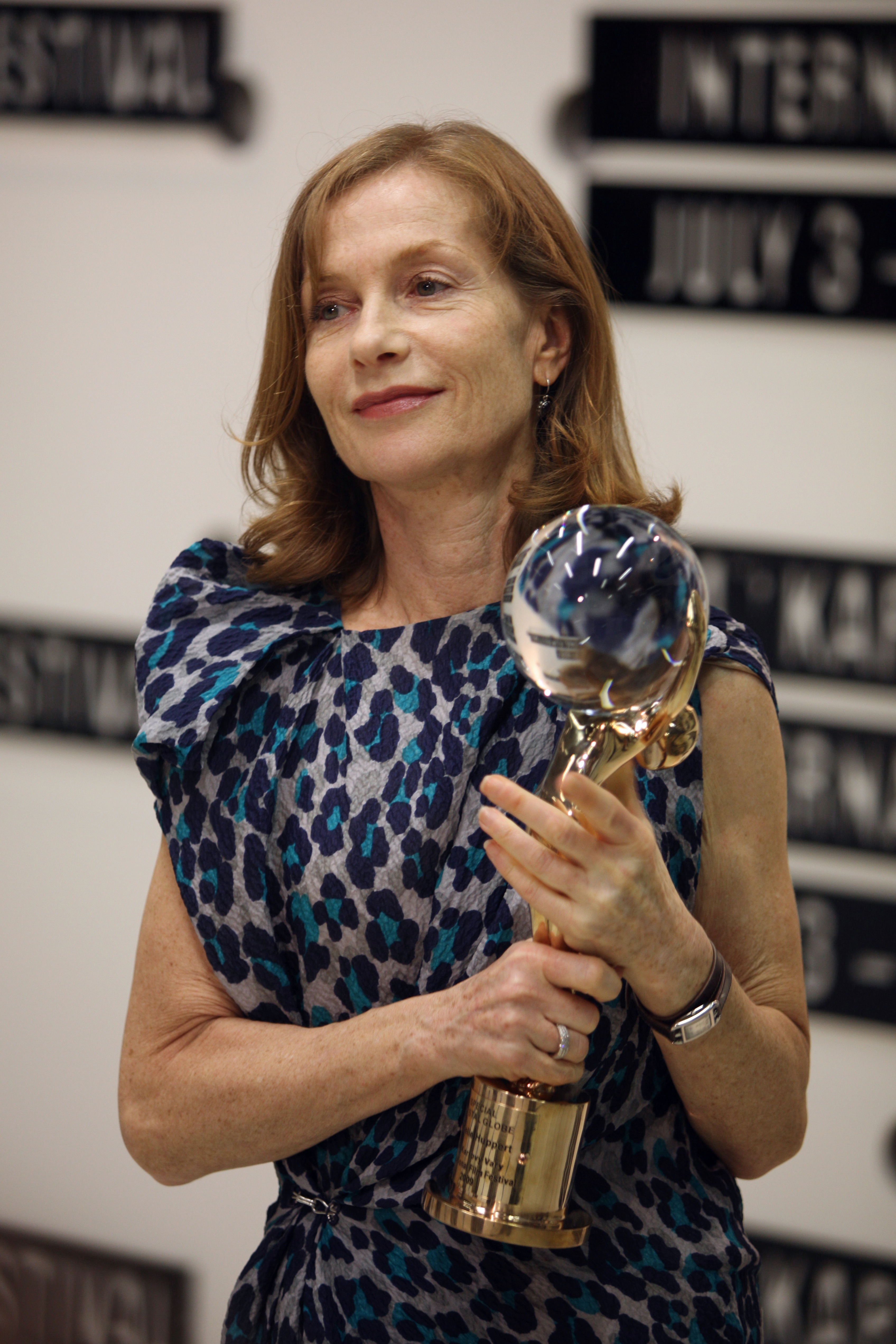
Huppert in Karlsbad, 2009

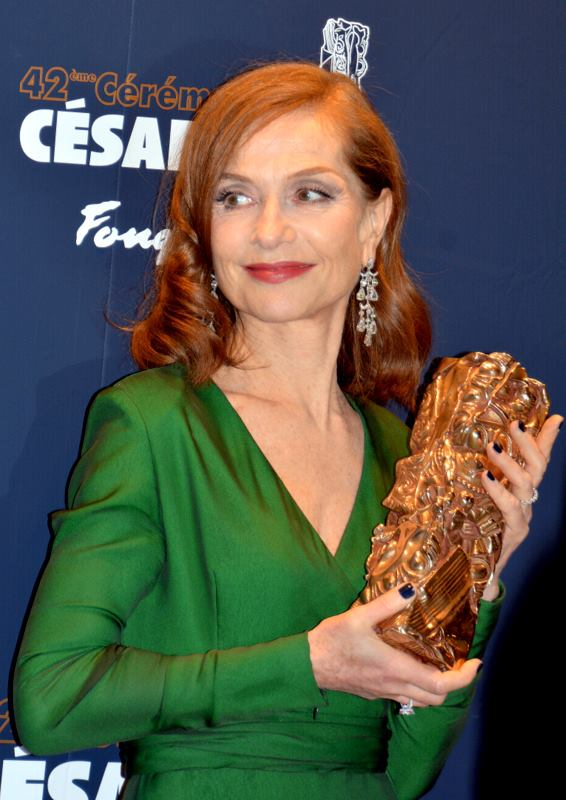
Huppert bei der César-Verleihung 2017

### César
- 1976: Nominierung als Beste Nebendarstellerin für Aloïse
- 1978: Nominierung als Beste Hauptdarstellerin für Die Spitzenklöpplerin
- 1979: Nominierung als Beste Hauptdarstellerin für Violette Nozière
- 1981: Nominierung als Beste Hauptdarstellerin für Der Loulou
- 1982: Nominierung als Beste Hauptdarstellerin für Der Saustall
- 1989: Nominierung als Beste Hauptdarstellerin für Eine Frauensache
- 1995: Nominierung als Beste Hauptdarstellerin für Trennung
- 1996: Auszeichnung als Beste Hauptdarstellerin für Biester
- 1999: Nominierung als Beste Hauptdarstellerin für Schule des Begehrens
- 2001: Nominierung als Beste Hauptdarstellerin für Die Schule der verlorenen Mädchen
- 2002: Nominierung als Beste Hauptdarstellerin für Die Klavierspielerin
- 2003: Nominierung als Beste Hauptdarstellerin für 8 Frauen
- 2006: Nominierung als Beste Hauptdarstellerin für Gabrielle – Liebe meines Lebens
- 2013: Nominierung als Beste Nebendarstellerin für Liebe
- 2016: Nominierung als Beste Hauptdarstellerin für Valley of Love – Tal der Liebe
- 2017: Auszeichnung als Beste Hauptdarstellerin für Elle

### Chlotrudis Awards
- 2003: Auszeichnung als Beste Hauptdarstellerin für Die Klavierspielerin
- 2003: Auszeichnung als Beste Nebendarstellerin (Publikumspreis) für 8 Frauen

### Coppa Volpi
- 1988: Auszeichnung als Beste Darstellerin für Eine Frauensache
- 1995: Auszeichnung als Beste Darstellerin für Biester

### Europäischer Filmpreis
- 2001: Auszeichnung als Beste Darstellerin für Die Klavierspielerin
- 2002: Auszeichnung als Beste Darstellerin (zusammen mit dem Ensemble) für 8 Frauen
- 2004: Nominierung für den Jameson-Publikumspreis – Beste Darstellerin für Meine Mutter
- 2009: Auszeichnung für die Beste europäische Leistung im Weltkino
- 2017: Nominierung als Beste Darstellerin für Happy End

### Golden Globe Award
- 2017: Auszeichnung als Beste Hauptdarstellerin – Drama für Elle

### Internationale Filmfestspiele von Cannes
- 1978: Auszeichnung als Beste Darstellerin für Violette Nozière
- 2001: Auszeichnung als Beste Darstellerin für Die Klavierspielerin

### Molière
- 1989: Nominierung als Beste Hauptdarstellerin für Un mois à la campagne
- 1994: Nominierung als Beste Hauptdarstellerin für Orlando
- 1995: Nominierung als Beste Hauptdarstellerin für Orlando
- 2001: Nominierung als Beste Hauptdarstellerin für Medée
- 2005: Nominierung als Beste Hauptdarstellerin für Hedda Gabler

### Oscar
- 2017: Nominierung als Beste Hauptdarstellerin für Elle

### Prix Lumières
- 1996: Auszeichnung als Beste Darstellerin für Biester
- 2001: Auszeichnung als Beste Darstellerin für Chabrols süßes Gift
- 2006: Auszeichnung als Beste Darstellerin für Gabrielle – Liebe meines Lebens

### Weitere
- 1991: Auszeichnung mit dem Deutschen Filmpreis als Beste Darstellerin für Malina
- 2002: Nominierung für den Online Film Critics Society Award als Beste Hauptdarstellerin für Die Klavierspielerin
- 2003: Auszeichnung mit dem Donostia-Preis des Festival Internacional de Cine de San Sebastián
- 2003: Auszeichnung mit dem Douglas-Sirk-Preis des Filmfest Hamburg
- 2011: Auszeichnung mit der Europa beim Filmfest Braunschweig
- 2015: Auszeichnung der GQ Männer des Jahres als Gentlewoman
- 2016: Auszeichnung mit dem Dilys Powell Award beim London Critics’ Circle Film Award
- 2017: Auszeichnung mit dem Leopard als Beste Darstellerin beim Locarno Film Festival für Madame Hyde
- 2017: Auszeichnung mit dem Europäischen Theaterpreis[10]